# Kazuhito Watanabe
Kazuhito Watanabe (jap. 渡邊 一仁, Watanabe Kazuhito; * 1. September 1986 in Matsuyama, Präfektur Ehime) ist ein japanischer Fußballspieler.

## Karriere
Kazuhito Watanabe erlernte das Fußballspielen in der Jugendmannschaft des FC Imabari. Seinen ersten Vertrag unterschrieb er 2009 beim Ehime FC. Der Verein aus Matsuyama, einer Stadt auf der Insel Shikoku, spielte in der zweithöchsten Liga des Landes, der J2 League. Nach 132 Zweitligaspielen wechselte er 2015 zum Ligakonkurrenten Fagiano Okayama. Für den Verein aus Okayama absolvierte er 89 Spiele in der zweiten Liga. 2018 unterschrieb er in Yokohama einen Zweijahresvertrag beim ebenfalls in der zweiten Liga spielenden Yokohama FC. Hier absolvierte er 53 Zweitligaspiele. 2019 wurde er mit Yokohama Vizemeister der J2 und stieg somit in die erste Liga auf. Nach dem Aufstieg verließ er Yokohama und kehrte zu seinem ehemaligen Verein Ehime FC zurück.

## Erfolge
Yokohama FC
- J2 League

Vizemeister: 2019  ▲